# The Dragons Back
The Dragons Back (la schiena del drago) è uno dei picchi rocciosi per lo più libero dal ghiaccio, situato nella parte occidentale dei La Grange Nunataks della Catena di Shackleton, nella Terra di Coats in Antartide. È alto circa 1.315 m.
Nel 1967 fu effettuata una ricognizione aerofotografica da parte degli aerei della U.S. Navy. Un'ispezione al suolo fu condotta dalla British Antarctic Survey (BAS) nel periodo 1968-71.
L'attuale denominazione fu assegnata nel 1971 dal Comitato britannico per i toponimi antartici (UK-APC), per via di una serie di spuntoni rocciosi lungo il crinale della cresta che ricordano le fantasiose raffigurazioni della schiena di un drago.